# Jacques Morabin
Jacques Morabin est un érudit français né à La Flèche en 1687 et mort à Paris en 1762. 
Tout ce qu’on sait de sa vie, c’est qu’il devint secrétaire du lieutenant de police de Paris et qu’il fut le protecteur de Chamfort à ses débuts : il le recommande pour une bourse au Collège des Grassins. Morabin fit une étude toute particulière des œuvres de Cicéron, dont il écrivit la vie et traduisit plusieurs ouvrages, non sans un certain mérite, mais dans un style trop sec[Interprétation personnelle ?].

## Œuvres
Parmi ses publications citons Traité des lois, traduit de Cicéron (Paris, 1719) ; Traité de la consolation, traduit du même (Paris, 1753) ; Nomenclator Ciceronianus (1757), contenant tous les noms propres qui se trouvent dans les œuvres de Cicéron ; Histoire de Cicéron (Paris, 1745, 3 vol. in-4°), ouvrage exact et méthodique.

## Source
« Jacques Morabin », dans Pierre Larousse, Grand dictionnaire universel du XIXe siècle, Paris, Administration du grand dictionnaire universel, 15 vol., 1863-1890 [détail des éditions].